# Izštekani (album, ŠKM banda)
Izštekani je album v živo prekmurske progresivne rock skupine ŠKM banda, izdan leta 1. maja 2010 pri založbi God Bless This Mess Records. Posnet je bil septembra 2009 v okviru oddaje Izštekani, ki jo vodi Jure Longyka.
Pri izvajanju pesmi je ŠKM banda sodelovala s skupinama Mlada beltinška banda in Kraški solisti.

## Seznam pesmi
Vso glasbo je napisala skupina ŠKM banda.
| Št. | Naslov                                                      | Dolžina |
| --- | ----------------------------------------------------------- | ------- |
| 1.  | „Markeča njiva‟                                             | 3:33    |
| 2.  | „Pasivni upor II‟                                           | 4:33    |
| 3.  | „43‟                                                        | 3:32    |
| 4.  | „Petak‟                                                     | 4:37    |
| 5.  | „Čas‟ (skupaj z Mlado beltinško bando)                      | 3:29    |
| 6.  | „Čakanje v šumi‟ (skupaj z Mlado beltinško bando)           | 4:05    |
| 7.  | „Lejpi‟ (skupaj z Mlado beltinško bando)                    | 4:03    |
| 8.  | „B.o.c.a.‟ (skupaj z Mlado beltinško bando)                 | 2:36    |
| 9.  | „Dešč‟ (skupaj z Mlado beltinško bando in Kraškimi solisti) | 4:04    |
| 10. | „Cirkus‟ (skupaj s Kraškimi solisti)                        | 4:51    |
| 11. | „Srečko Kosovel‟                                            | 3:14    |
| 12. | „Buraz‟                                                     | 3:09    |
| 13. | „Plesen‟                                                    | 3:35    |
| 14. | „Nema posta‟                                                | 2:59    |

## Zasedba
ŠKM banda
- Mitja Sušec — kitara, tolkala
- Iztok Koren — kitara
- Jernej Koren — bas kitara
- Jernej Sobočan — bobni

Mlada beltinška banda
- Miha Kavaš — violina
- Blaž Ščavničar — klarinet
- Dani Kolarič — cimbale
- David Santro — harmonika
- Luka Ščavničar — kontrabas

Kraški solisti
- Andrej Fon — bobni, saksofon, kitara, piščali
- Martin Ukmar — kitara, bas, bobni, trobenta
- Samo Pavlica — bas, kitara, bobni